# Rocca estense di San Felice sul Panaro
La Rocca Estense è il monumento principale di San Felice sul Panaro. Il fortilizio è caratterizzato dalla tipica pianta quadrilatera e da quattro torri angolari. La torre sul lato Sud-est è il maschio.

## Storia

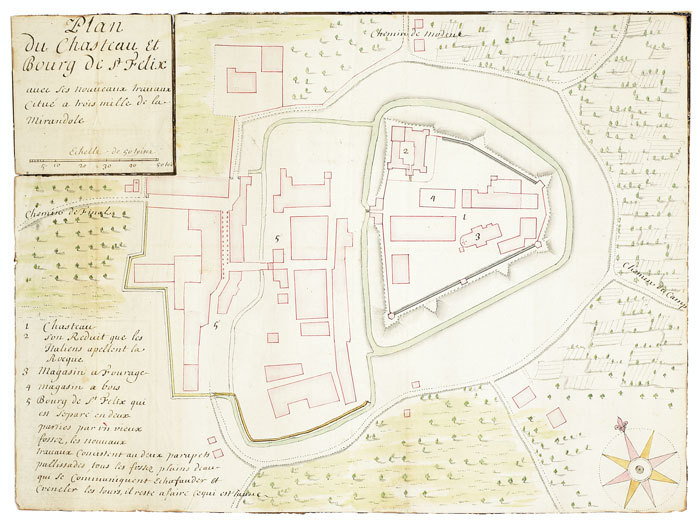
Mappa del castello e del borgo di San Felice durante la guerra di successione spagnola (1705)

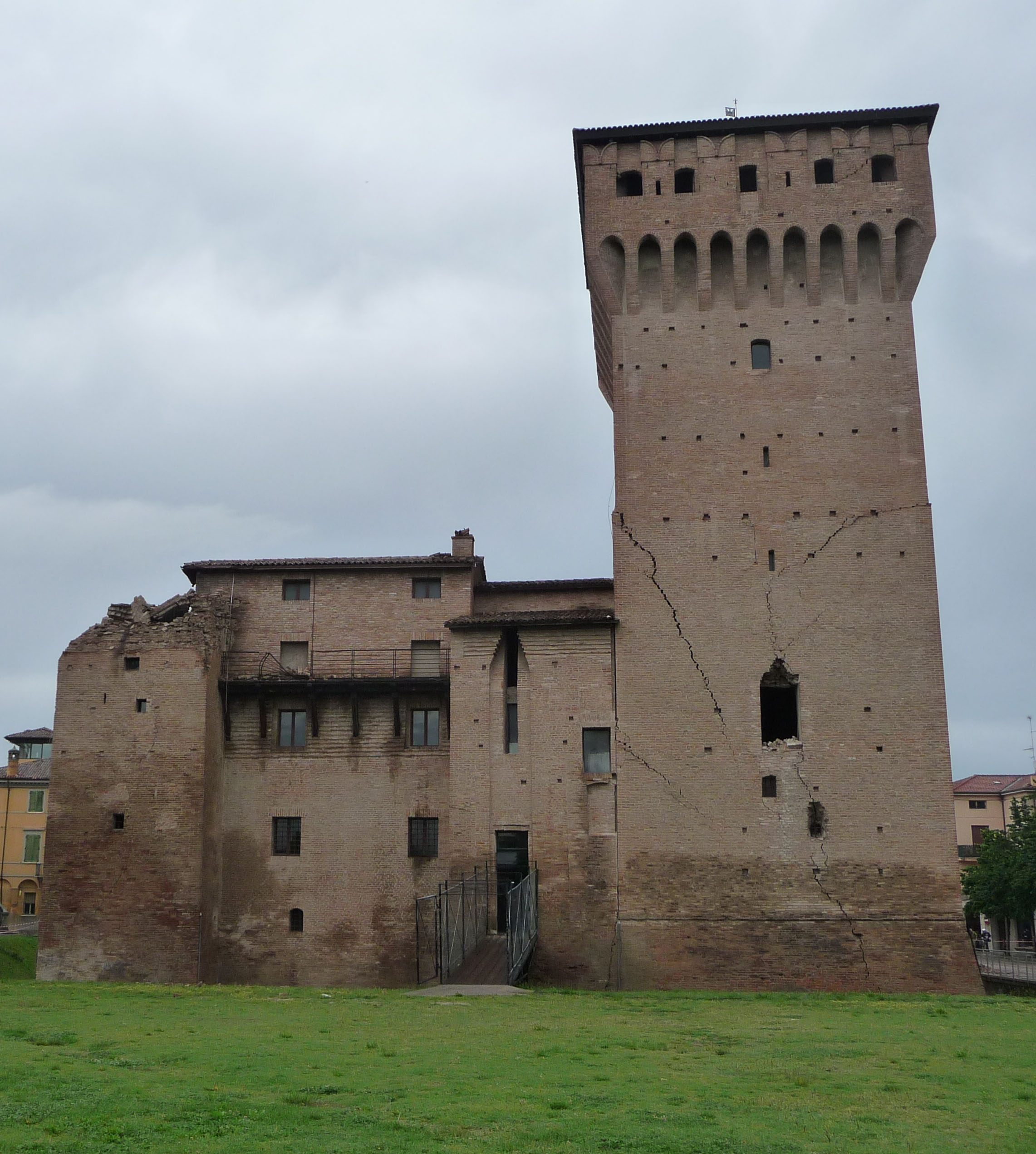
Il lato sud della Rocca Estense dopo il terremoto del 20 maggio 2012

Secondo Girolamo Tiraboschi già all'inizio del X secolo era presente un castello a San Felice, "uno forse di quelli che in Italia furono innalzati per difendersi contro le irruzioni degli Ungheri sì frequenti al principio del secolo stesso". Il primo documento storico del castello è datato nell'anno 927, mentre una carta del 929 firmata dal re Ugo di Provenza cita il castrum Sancti Felici. Dopo il dominio del vescovo di Modena tra il 1001 e il 1227, la città e il castello passarono al Comune di Modena, che nel 1228 diventò possesso degli Estensi. Nel 1312 il castello di San Felice fu conquistato da Rinaldo Bonaccolsi, meglio noto come il "Duca Passerino", che venne poi sconfitto e ucciso nel 1328. Il castello passò sotto il dominio della famiglia Pico (dal 1328 al 1338, e brevemente nel 1346 con Paolo Pico).
Dopo la celebre battaglia di San Felice del 25 novembre 1332, in cui il futuro imperatore del Sacro Romano Impero Carlo IV di Lussemburgo sconfisse la Lega di Castelbaldo composta Estensi, Scaligeri e Gonzaga, nel 1340 il marchese Obizzo III d'Este fece iniziare la costruzione della Rocca estense, recinta "di salde mura già prima guastate pel sostenuto assedio". I lavori vennero conclusi dopo circa vent'anni. Nel 1380 venne insediato un castellano con il grado di capitano.
Nel 1412 la rocca fu restaurata e ulteriormente fortificata su ordine del marchese Niccolò III d'Este, che incaricò dei lavori il famoso architetto militare Bartolino da Novara; gli estensi concessero alla comunità un sigillo raffigurante due aquile sulle torri, che tuttora è usato come stemma comunale. Ulteriori lavori di consolidamento vennero eseguiti nel 1421.
Il 2 gennaio 1511 la rocca ospitò papa Giulio II diretto al celebre assedio della Mirandola.
Divenuta residenza nel XVII secolo, la rocca fu trasformata in carcere nel 1800, per poi essere riconosciuta all'inizio del Novecento come monumento nazionale su iniziativa del Comune di San Felice.
La rocca è stata gravemente danneggiata dal terremoto del 20 maggio 2012 che ha provocato il crollo delle coperture delle torri e gravi lesioni al maschio ulteriormente aggravate dal successivo sisma del 29 maggio 2012. Nel gennaio 2018 è stato presentato il progetto di restauro della rocca, con un costo stimato di 6,6 milioni di euro.

## Architettura

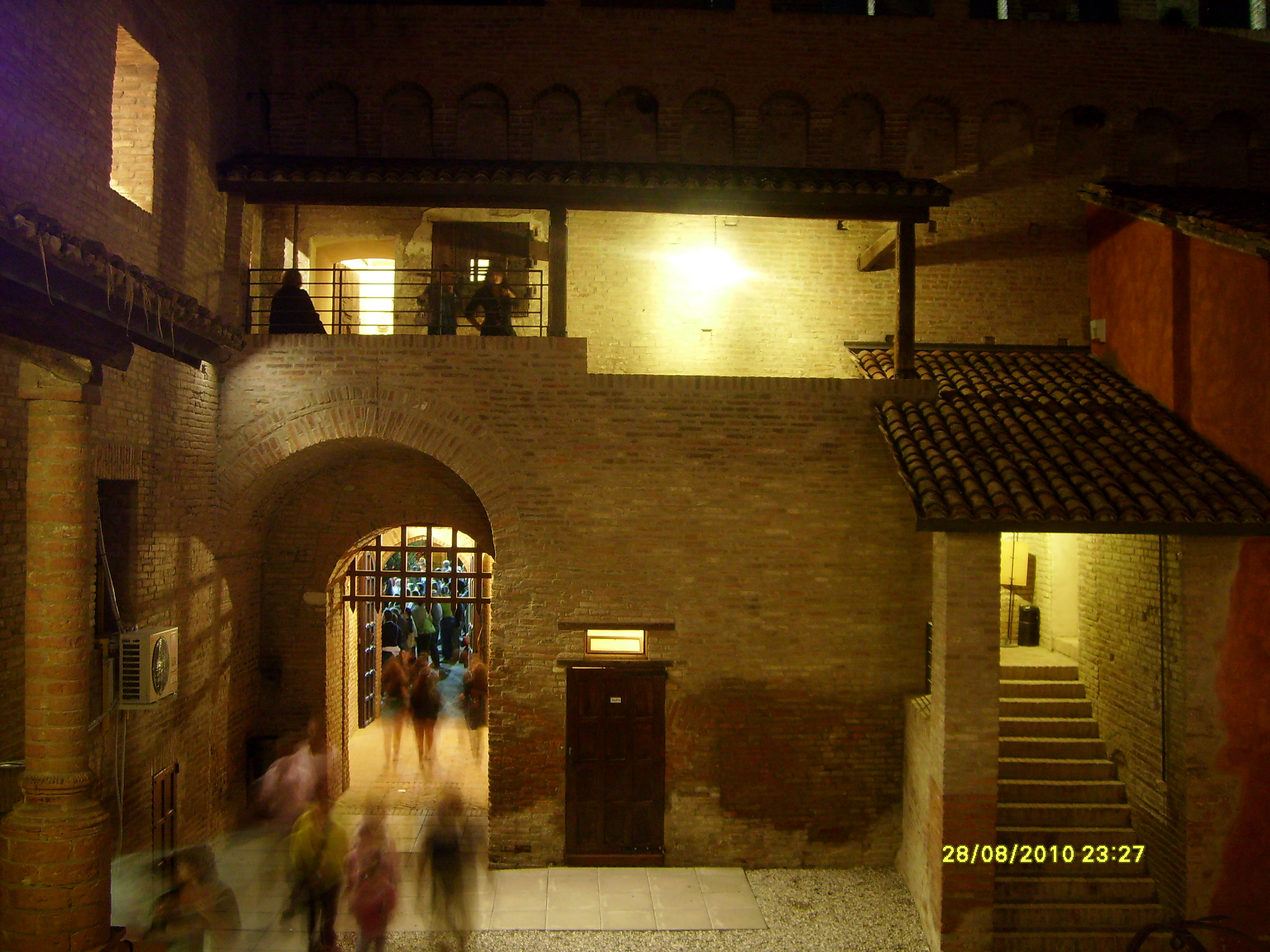
Cortile interno

La Rocca estense si sviluppa su una pianta quadrilatera, con tre torri angolari, casseri e un alto mastio nell'angolo sud-est. Il cortile interno è caratterizzato da un pozzo centrale e scale porticate che conducono alle stanze superiori e ai camminamenti. Al piano terra sono presenti le prigioni, le cui pareti sono ancora graffiate da scritte e disegni degli ex prigionieri. Nel piano superiore vi è la cosiddetta stanza di papa Giulio II, decorata da un affresco di Sant'Antonio da Padova in adorazione del Bambino e un camino settecentesco in stucco. All'interno del mastio sono presenti numerose stanze; l'ultima sala è affrescata da stemmi araldici araldici quattrocenteschi, tra cui quello estense con l'aquila bianca su sfondo blu.

## La rocca oggi
All'interno della rocca erano ospitate la sala del Consiglio Comunale, la sala di cultura "Quinto Tosatti" e la biblioteca comunale. Nei locali del mastio era allestita la Mostra archeologica permanente intitolata a Giuseppe Venturini (1877-1965), con reperti dall'età del Bronzo all'età moderna. Tra i pezzi più interessanti, vi sono vasi dell'età del bronzo, ceramiche importate dalla Gallia, dall'Attica e dal Nord Africa e un frammento di sarcofago romano in marmo greco di età imperiale.